# Joaquín Andújar
Joaquín Andújar (né le 21 décembre 1952 à San Pedro de Macorís, République dominicaine, et mort le 8 septembre 2015) est un lanceur droitier de la Ligue majeure de baseball qui a joué de 1976 à 1988 pour les Astros de Houston, les Cardinals de Saint-Louis et les Athletics d'Oakland.
Invité 4 fois au match des étoiles, deux fois comme membre des Astros et deux fois avec les Cardinals, il est surtout connu pour ses années avec Saint-Louis, de 1981 à 1985. Le lanceur partant connaît deux saisons de 20 victoires ou plus avec les Cardinals, fait partie de l'équipe championne de la Série mondiale 1982, remporte un Gant doré et le prix du meilleur retour de l'année en 1984, et participe à la controversée Série mondiale 1985 perdue contre Kansas City.

## Carrière

### Astros de Houston
Joaquín Andújar signe son premier contrat professionnel en 1969 avec les Reds de Cincinnati. Après six saisons en ligues mineures, de 1970 à 1975, il est transféré aux Astros de Houston en échange des lanceurs droitiers des mineures Luis Sánchez et Carlos Alfonso le 24 octobre 1975 et fait ses débuts dans le baseball majeur avec sa nouvelle équipe le 8 avril 1976.
Sa moyenne de points mérités oscille entre 3,42 (en 1978) et 3,91 (en 1980) au cours de ses 5 premières saisons à Houston. Il représente les Astros au match des étoiles en 1977 et 1979.

### Cardinals de Saint-Louis
Houston échange Andújar aux Cardinals de Saint-Louis contre le voltigeur Tony Scott en juin 1981, au milieu de sa 6e saison avec le club du Texas.
Andújar brille dès son arrivée à Saint-Louis, où il remporte 6 de ses 7 décisions après le transfert. En 1982, il mène les lanceurs des Cardinals pour les victoires, ce qu'il fera à nouveau en 1984 et 1985. Gagnant de 15 parties en 1982, le même nombre que son coéquipier Bob Forsch, Andújar affiche sa meilleure moyenne de points mérités en carrière : 2,47 en 265 manches et deux tiers lancées lors de 37 départs et une apparition comme lanceur de relève. Sa moyenne est la 3e meilleure de la Ligue nationale cette année-là et il termine 7e du vote de fin de saison désignant le gagnant du trophée Cy Young du meilleur lanceur. Il est le lanceur gagnant du 3e match de la Série de championnat de la Ligue nationale contre Atlanta, succès qui propulse les Cardinals en Série mondiale 1982. Il contribue à la conquête du titre en remportant ses deux départs en finale, soit la 3e rencontre et le 7e affrontement qui confirme la victoire de Saint-Louis sur les Brewers de Milwaukee. Andújar limite les Brewers à deux points mérités en 13 manches et un tiers, pour une moyenne de points mérités de 1,35 en finale et de 1,80 pour ces séries éliminatoires.
Après une saison 1983 difficile où il ne gagne que 6 matchs et encaisse 16 défaites, il rebondit de belle manière un an plus tard pour gagner le prix du joueur ayant effectué le meilleur retour de la Ligue nationale. En 1984, il remporte 20 victoires, un sommet dans les majeures, en plus de mener la Nationale pour les blanchissages (4 sur 12 matchs complets) et les manches lancées (261 et un tiers). Sa moyenne de points mérités se chiffre à 3,34 en 1984, ses efforts défensifs sont récompensés à la fin de la campagne par un Gant doré et il est à la mi-saison au match des étoiles pour la 3e fois de sa carrière. Andújar rate toutefois ce match, prétextant un souci familial l'obligeant à partir pour la République dominicaine. Il est candidat au trophée Cy Young du meilleur lanceur de la ligue et termine 4e du vote.

#### Saison 1985
Malgré ses succès sur le terrain, Joaquín Andújar ne se fait pas que des admirateurs à travers la ligue. Qualifié de « dur à cuire dominicain » (One tough dominican), le gérant des Cardinals, Whitey Herzog, dira de lui : « tout ce que je savais à son sujet [quand je l'ai acquis de Houston], c'est qu'il avait un très bon bras et qu'il est fou ». Ceci devient particulièrement apparent à la fin de son séjour à Saint-Louis. Andújar connaît une autre brillante saison en 1985, où il mène les Cardinals avec 21 victoires, le même nombre que son coéquipier John Tudor. Sa moyenne de points mérités se chiffre à 3,40 et il abat une fois de plus une somme de travail considérable, comme en font foi ses 10 matchs complets sur 38 départs et ses 269 manches et deux tiers lancées, plus haut total de sa carrière. En plus d'honorer sa 4e et dernière invitation au match d'étoiles de mi-saison, il termine pour une seconde année de suite au 4e du vote de fin d'année désignant le lauréat du trophée Cy Young.
Mais il termine mal la saison régulière : malmené par les frappeurs adverses en septembre, il a une fiche d'une seule victoire et 5 défaites dans ses 8 départs au cours de ce mois.
Ses insuccès se transportent en éliminatoires, alors qu'il donne 10 points, dont 8 points mérités, sur 10 coups sûrs contre les Dodgers de Los Angeles, contre qui il amorce deux rencontres, encaissant une défaite, dans la Série de championnat de la Ligue nationale.
Lanceur perdant du 3e match de la Série mondiale 1985 contre les Royals de Kansas City, Andújar est expulsé du 7e et dernier affrontement. Après que l'arbitre Don Denkinger eut rendu une décision erronée dans le 6e match, la frustration est à son comble le lendemain pour le duel ultime, facilement remporté 11-0 par les nouveaux champions du monde, les Royals. Andújar aurait pu être le lanceur partant pour ce match, mais le gérant Herzog, froissé par les mauvaises performances du Dominicain, envoie John Tudor au monticule. Ce dernier est retiré de la rencontre en 3e manche, alors que c'est déjà 5-0 pour Kansas City. Andújar est finalement amené en relève à la 5e reprise, alors que les Cardinals tirent de l'arrière par 10 points. Peu après son entrée, Andújar exprime son désaccord avec la zone de prises de Denkinger, qui est l'arbitre au marbre, et ses coéquipiers interviennent pour le calmer. Le gérant Herzog en profite pour sortir de l'abri et se défoule contre l'officiel, qu'il blâme pour son erreur de la veille, ce qui lui vaut d'être expulsé. Un lancer après que le jeu eut repris, Denkinger expulse Andújar, croyant qu'un geste du lanceur à l'endroit de son receveur, Darrell Porter, lui était adressé. Andújar explose de rage et doit être retenu par ses coéquipiers pour qu'il n'attaque pas physiquement Denkinger.
Andújar est suspendu pour les 10 premiers jours de la saison 1986 en raison de ces incidents, mais il n'est déjà plus à Saint-Louis. En raison de sa mauvaise fin d'année, de ses difficiles séries éliminatoires et, bien sûr, de son comportement en Série mondiale, il est le 10 décembre 1985 échangé aux Athletics d'Oakland contre le receveur Mike Heath et le lanceur gaucher Tim Conroy.

### Dernières saisons
Après deux années à Oakland, il retourne chez les Astros de Houston pour le dernier droit de sa carrière en 1988. Il obtient un essai au camp d'entraînement des Expos de Montréal au printemps 1989 mais est relâché par l'équipe avant le début de la saison régulière, ce qui confirme la fin d'une carrière de 13 saisons.

### Palmarès
Joaquín Andújar a joué 405 matchs dans les majeures, dont 305 comme lanceur partant. Il a remporté 127 victoires contre 118 défaites, compte 68 matchs complets dont 19 blanchissages et 1 032 retraits sur des prises. Sa moyenne de points mérités se chiffre à 3,58 en 2 153 manches lancées. En éliminatoires, sa moyenne de points mérités s'élève à 4,08 en six départs et deux présences en relève, avec trois victoires et deux revers. En 4 présences en Série mondiale, dont 3 comme lanceur partant, il a remporté deux rencontres, en a perdu une, et affiche une moyenne de 3,12.

## Vie personnelle
En février 1986, Andújar est suspendu pour une saison par le commissaire du baseball à la suite d'un scandale de consommation de cocaïne dans le baseball majeur, ayant mené aux Pittsburgh Drug Trials (en). Il fait partie des 7 joueurs identifiés comme ayant été un consommateur de longue date et ayant facilité la distribution de cocaïne entre les autres joueurs. Cependant, à l'instar des autres joueurs sanctionnés, Andújar est autorisé à jouer la saison 1986 en échange d'un don équivalent à 10 pour cent de son salaire (115 000 dollars sur un salaire annuel de 1,15 million dans son cas) à des organismes de prévention de la toxicomanie.
Après sa carrière sportive, Andújar lance une entreprise de camionnage dans sa République dominicaine natale, où il retourne vivre.
Souffrant de diabète, il meurt en République dominicaine le 8 septembre 2015 à l'âge de 62 ans.